# Igreja Apostólica da Santa Vó Rosa
A Igreja Apostólica, também conhecida como Igreja Apostólica da Santa Vó Rosa (IASVR), é um novo movimento religioso restauracionista fundado em São Paulo, no bairro de Tatuapé, em 10 de junho do ano 1954, por Eurico Mattos Coutinho, Odete Correia Coutinho e Rosa Bertoni (chamada pelos membros da religião de “Santa Vó Rosa”). (Para melhor verificação por parte da autoria: A Senhora Rosa assinava "Rosa Vicente". Supostamente para evitar problemas familiares, casou-se com o Pastor Renato Alves e passou a assinar "Rosa Alves". "Bertoni" era o sobrenome de seu sobrinho Aldo.)

## História
Entre 1953 e 1954, o missionário americano William Sheiffer começou um trabalho em uma barraca chamada "Tenda de Deus para salvação e cura divina", localizada onde atualmente funciona a biblioteca do Tatuapé. Depois de uma viagem para os Estados Unidos, o missionário deixou a igreja sob direção de Eurico Mattos Coutinho, um ex-pastor presbiteriano, e sua esposa Odete Correia Coutinho.
Os responsáveis desmontaram a tenda e abriram uma nova igreja em outro lugar. Em 1954, Eurico Mattos Coutinho, Odete Correia Coutinho e Rosa Bertoni fundaram a Igreja Apostólica, não acompanhando Sheiffer quando este retornou.
Os fundadores da igreja escreveram os livros O Evangelho do Reino de Deus, O Espírito Santo de Deus e o Consolador e O Consolador nos Tempos do Fim, que explicam as doutrinas da denominação, baseados na crença de que Rosa Bertoni era uma profetiza e a personificação do "Espírito Consolador".
Posteriormente, em 1970, com a morte de Rosa Bertoni, a igreja passou a afirmar que ela foi assunta aos céus e assentou-se ao lado de Jesus, recebendo o título de “Rainha dos Céus”.
O sobrinho da “Santa Vó Rosa”, chamado pelos membros de “Irmão Aldo”, dirigiu a igreja nos anos seguintes e foi responsável por sua expansão nacional.
Depois da morte de Aldo Bertoni, a igreja também passou a afirmar que ele foi coroado nos céus.

## Doutrina
A IASVR acredita que a sua fundadora, a “Santa Vó Rosa”, era profetisa. Eles creem os escritos dos fundadores, inspirados por ela, são a explicação correta das doutrinas da igreja.
É conhecida pelo rigor ascético e disciplina eclesiástica rigorosa quanto aos seus usos e costumes próprios.
Os membros creem que a “Santa Vó Rosa” é o “Espírito Consolador” prometido por Jesus em João 14, enquanto a maioria das doutrinas cristãs interpretam o "Consolador" de João 14 como o Espírito Santo. Os adeptos da IASVR fazem orações em nome da "Santa Vó Rosa".
Igualmente, creem que o “Irmão Aldo”, sobrinho da fundadora da igreja, foi um profeta e “pastor” mencionado por Jesus em João 10, enquanto os outros cristãos creem que Jesus seja esse Supremo Pastor.
A religião crê em 4 sacramentos: apresentação das crianças, batismo (por imersão dos adultos), santa ceia (Eucaristia) e unção dos obreiros. Os casamentos de seus membros só podem ser celebrados na igreja.
Quanto à liturgia, se destaca pelos cânticos de louvor ao “Irmão Aldo” e a “Santa Vó Rosa”. também venerando a Virgem Maria.
A IASVR acredita que no seu retorno, Jesus virá acompanhado da “Santa Vó Rosa”.
A religião considera parte da sua missão "anunciar o nome da Santa Vó Rosa e do Santo Irmão Aldo".